# 크로신
크로신(Crocin)은 크로커스와 치자나무 꽃에서 발견되는 카로티노이드 화학 화합물이다. 산소 함량으로 인해 화학적으로 잔텐이기도 하다. 크로신은 사프란의 색을 결정하는 주요 화학 물질이다.
화학적으로 크로신은 이당류 겐티오비오스와 가지사슬 이카르복실산 크로세틴으로 형성된 다이에스터이다. 순수한 화학 화합물로 분리하면 짙은 붉은색을 띠며, 녹는점이 186 °C인 결정을 형성한다. 물에 녹이면 오렌지색 용액을 이룬다.
크로신이라는 용어는 또한 크로세틴의 모노글리코실 또는 디글리코실 폴리엔 에스터인 관련 친수성 카로티노이드 계열의 구성원을 지칭할 수도 있다. 사프란의 향을 내는 크로신은 α-크로신(건조 사프란 질량의 10% 이상을 차지할 수 있는 카로티노이드 색소)으로, 트랜스-크로세틴 다이-(β-D-겐티오비오실) 에스터이다. 이는 계통 (IUPAC) 명칭 8,8-다이아포-8,8-카로텐산으로 불린다.:20
사프란의 주요 활성 성분은 분자 양 끝에 겐티오비오스(이당류) 그룹을 포함하는 노란색 색소 크로신 2이다(다른 글리코실화를 가진 세 가지 유도체가 알려져 있다). 사프란의 다섯 가지 주요 생물학적 활성 성분, 즉 네 가지 크로신과 크로세틴은 HPLC-UV로 측정할 수 있다.

## 연구

### 흡수
경구 섭취된 크로신은 장에서 크로세틴으로 가수분해되어 장 장벽을 통해 흡수되며, 이 크로세틴은 혈액뇌장벽을 투과할 수 있다.

### 항산화
크로신은 항산화 물질 및 신경 보호제로 밝혀졌다. 크로신은 Nrf2, HO-1, 그리고 CAT, GSH, SOD와 같은 항산화 효소의 유전자 발현을 강화하여 산화 스트레스와 활성 산소를 줄일 수 있다.

### 신경 보호
크로신과 그 유도체 크로세틴은 산화 스트레스, 미토콘드리아 기능 장애 및 신경염증을 상쇄할 수 있는데, 이는 알츠하이머병 및 파킨슨병과 같은 주요 뇌 질환의 시작 및 진행과 밀접하게 관련되어 있다.
말라티온 유발 파킨슨병 동물 모델에서 크로신은 항세포사멸 활성을 통해 말라티온의 신경독성 효과를 감소시켰고, 파킨슨병 발병에 관련된 단백질의 발현을 조절했다.
크로신은 GSK3β 및 ERK1/2 키나아제의 활성 형태를 억제하여 타우 인산화를 현저히 감소시키고, 따라서 알츠하이머병 발병의 핵심 분자 경로를 억제할 수 있다.

### 기분
크로신은 생쥐와 사람에게서 항우울 특성을 보인다.

### 암
크로신은 또한 시험관내에서 암세포에 대한 항증식 작용을 보였다. 그리고 생체 내에서도 나타났다.
크로신은 PI3K/AKT/mTOR, MAPK, VEGF, Wnt/β-catenin, 및 JAK-STAT 억제를 통해 항증식 특성을 갖는다. 또한, Nrf2 및 p53 신호 경로 활성화는 크로신의 항증식 효과에 효과적일 수 있다.

### 행동
수컷 쥐에게 매우 높은 용량의 크로신을 투여했을 때 춘약 특성이 관찰되었다.

### 망막 질환
새롭게 나타나는 증거들은 망막 조직에서 크로신의 세포 보호, 항산화 및 항염증 잠재력을 강조하며, 이는 크로신이 시력과 눈 건강을 향상시키는 유망한 후보임을 보여준다. 그럼에도 불구하고, 대부분의 연구가 주로 동물 모델에 초점을 맞추었으며, 눈 건강 및 관련 질병 해결에 있어 크로신의 이점을 확실히 확립할 강력한 임상 데이터가 부족하다는 점을 유의해야 한다.

## 참고 자료
- NCBI (2022). “CID 5281233, Crocin”. 《PubChem》. Bethesda MD: National Library of Medicine. 2022년 1월 24일에 확인함.